# Stazione di Ushigome-Yanagichō
La Stazione di Ushigome-yanagichō (牛込柳町駅?, Ushigome-yanagichō-eki) è una stazione della metropolitana di Tokyo, si trova nel quartiere di Shinjuku. La stazione è servita dalla linea Ōedo della Toei.

## Stazioni adiacenti
| «                | Servizio   | »                   |
| Linea Ōedo       | Linea Ōedo | Linea Ōedo          |
| ---------------- | ---------- | ------------------- |
| Wakamatsu-Kawada | -          | Ushigome-Kagurazaka |